# العلاقات الصينية الطاجيكية
العلاقات الصينية الطاجيكستانية هي العلاقات الثنائية التي تجمع بين الصين وطاجيكستان.

## مقارنة بين البلدين
هذه مقارنة عامة ومرجعية للدولتين:
| وجه المقارنة                                              | الصين                    | طاجيكستان                          |
| --------------------------------------------------------- | ------------------------ | ---------------------------------- |
| المساحة (كم2)                                             | 9.60 مليون               | 143.10 ألف                         |
| عدد السكان (نسمة)                                         | 1.33 مليار               | 8.92 مليون                         |
| الكثافة السكانية (ن./كم²)                                 | 138.54                   | 62.33                              |
| العاصمة                                                   | بكين                     | دوشنبه                             |
| اللغة الرسمية                                             | اللغة الصينية القياسية   | اللغة الطاجيكية                    |
| العملة                                                    | رنمينبي                  | ساماني طاجيكي، الروبل الطاجيكستاني |
| الناتج المحلي الإجمالي (بليون دولار)                      | 12.24 تريليون            | 7.15 مليار                         |
| الناتج المحلي الإجمالي (تعادل القوة الشرائية) بليون دولار | 19.82 تريليون            | 24.03 مليار                        |
| الناتج المحلي الإجمالي الاسمي للفرد دولار أمريكي          | 8.03 ألف                 | 925                                |
| الناتج المحلي الإجمالي للفرد دولار أمريكي                 | 13.21 ألف                | 2.69 ألف                           |
| مؤشر التنمية البشرية                                      | 0.728                    | 0.624                              |
| رمز المكالمات الدولي                                      | +86                      | +992                               |
| رمز الإنترنت                                              | .cn، .中国 ‏، .中國 ‏      | .tj                                |
| المنطقة الزمنية                                           | توقيت الصين، ت ع م+08:00 | ت ع م+05:00                        |

## مدن متوأمة
في ما يلي قائمة باتفاقيات التوأمة بين مدن صينية وطاجيكستانية:
- ترتبط شيامن مع دوشنبه باتفاقية توأمة منذ 23 يونيو 2006.[14][14]
- ترتبط أورومتشي مع دوشنبه باتفاقية توأمة منذ 2004.[15][15]

## منظمات دولية مشتركة
يشترك البلدان في عضوية مجموعة من المنظمات الدولية، منها:
| علم المنظمة | اسم المنظمة                        | تاريخ انضمام الصين | تاريخ انضمام طاجيكستان |
| ----------- | ---------------------------------- | ------------------ | ---------------------- |
|             | مؤسسة التنمية الدولية              | 24 سبتمبر 1960     | 4 يونيو 1993           |
|             | مؤسسة التمويل الدولية              | 15 يناير 1969      | 2 ديسمبر 1994          |
|             | منظمة شانغهاي للتعاون              | 26 أبريل 1996      | 26 أبريل 1996          |
|             | منظمة حظر الأسلحة الكيميائية       | ?                  | ?                      |
|             | الأمم المتحدة                      | 25 أكتوبر 1971     | 2 مارس 1992            |
|             | الاتحاد الدولي للاتصالات           | 1 سبتمبر 1920      | 28 أبريل 1994          |
|             | منظمة الشرطة الجنائية الدولية      | ?                  | ?                      |
|             | البنك الدولي للإنشاء والتعمير      | 27 ديسمبر 1945     | 4 يونيو 1993           |
|             | الاتحاد البريدي العالمي            | ?                  | ?                      |
|             | وكالة ضمان الاستثمار متعدد الأطراف | 30 أبريل 1988      | 9 ديسمبر 2002          |
|             | بنك التنمية الآسيوي                | 1986               | 1998                   |
|             | يونسكو                             | 4 نوفمبر 1946      | 6 أبريل 1993           |
|             | الفريق المعني برصد الأرض           | ?                  | ?                      |

## وصلات خارجية
- موقع وزارة الخارجية الصينية